# Break On Through (To the Other Side)
Break On Through (To the Other Side) är en låt av The Doors. Den komponerades av hela gruppen och lanserades som deras debutsingel i januari 1967. Den togs även med som inledande låt på gruppens debutalbum The Doors. Låten blev ingen större framgång som singel, och de skulle istället få sitt genombrott med nästkommande singel "Light My Fire". "Break On Through" tillhör ändå gruppens mer kända låtar och finns med på de flesta av gruppens samlingsskivor, samt livealbumet Absolutely Live.
I låtens slut sjöng Morrison ursprungligen "she gets high" ("hon blir hög"), men det sista ordet blev censurerat när albumet gavs ut, så att han istället sjöng "she gets..." följt av tystnad. Även om ocensurerade versioner av låten senare har släppts är den censurerade fortfarande den mest välkända. Trummisen John Densmore är tydligt inspirerad av bossa nova på låten.
Låten finns med i Oliver Stones film The Doors. Låten var en av fem låtar av The Doors som förekom i filmen Forrest Gump 1994.